# Casa Homdedéu
La Casa Homdedéu és un edifici modernista de Reus (Baix Camp). Va ser encarregada per Vicenç Homdedéu a l'arquitecte Pere Caselles i Tarrats. Està protegida com a bé cultural d'interès local. El nom popular de la casa és Ca l'Homdedéu i està situada al raval de sant Pere, número 17-21.

## Descripció
És un edifici entre mitgeres de planta baixa i tres pisos datat l'any 1893, d'estil modernista. La façana és de composició i formalització estrictament simètriques a partir de cinc eixos verticals. Es remarca el primer pis i l'eix central amb la disposició de la tribuna i la utilització d'elements neogòtics, amb baranes de pedra treballada finestres amb pilarets rodons rematats per capitells i arcs apuntats. A la resta, remarcant la simetria central, disposa balcons, amb llosa correguda comuna a dues obertures, a cada costat de l'eix. La planta baixa és construïda en pedra, mentre que la resta de la façana és estucada, amb aplicacions decoratives de pedra com les finestres i la tribuna. La decoració s'inspira en elements vegetals i en la tradició medieval, com és el cas de les traceries i representacions d'animals fantàstics. El treball escultòric de les mènsules que sostenen el balcó del pis principal és de gran qualitat i representa motius vegetals. L'edifici es troba coronat per una cornisa triplement lobulada uniforme que abasta tota l'amplada de l'edifici.

## Història
Entre 1893 i 1894 Vicent Homdedéu i la seva família es van fer construir aquest edifici d'estil neogòtic, que reflectia el trencament amb l'arquitectura acadèmica establerta utilitzant les formes rescatades del passat medieval. Actualment, el seu interior conserva part de la decoració original i hi trobem la data de final de l'obra, 1894, i les inicials V. N., que corresponen a la grafia antiga del cognom, Nomdedéu. El vestíbul conserva el tancament de vidre del cancell original, decorat a l'àcid amb la repetició de les formes medievalitzants de l'exterior.